# Ingria
Ingria est une commune du Val Soana, dans la ville métropolitaine de Turin, qui se trouve dans la région du Piémont en Italie.

## Culture
On y parle le dialecte de la vallée, le valsoanin, qui est une variante de l'arpitan.

## Administration
| Période                                  | Période | Identité                    | Étiquette | Qualité |
| ---------------------------------------- | ------- | --------------------------- | --------- | ------- |
|                                          |         | Mauro Eugenio Bianco Levrin |           |         |
| mai 2019                                 |         | Igor De Santis              |           |         |
| Les données manquantes sont à compléter. |         |                             |           |         |

Aux prochaines élections municipales, il y a 30 candidats sur 46 habitants, dont une mère et son fils. De Santis est maire depuis 2009. Les prochaines élections se tiennent le 8 et 9 juin 2024 pour cinq ans les maires et conseils municipaux de 3 707 des 7 904 municipalités d'Italie.

### Communes limitrophes
Ronco Canavese, Traversella, Frassinet, Pont-Canavese, Sparone.